# Festuca mairei
Festuca mairei är en gräsart som beskrevs av St.-yves. Festuca mairei ingår i släktet svinglar, och familjen gräs.
Artens utbredningsområde är Marocko. Inga underarter finns listade i Catalogue of Life.